# 松木宗宣
松木 宗宣（まつのき むねのぶ）は、室町時代前期の公卿。中御門宗泰または中御門宗重の子。前名は宗重、宗教。官位は従二位・権中納言。

## 経歴
応永16年（1409年）参議（元蔵人頭左中将、同日兼右大弁）。応永17年（1410年）従三位。応永18年（1411年）権中納言。応永23年（1416年）従二位。応永24年（1417年）、名を宗重から宗教に改めている。
応永25年（1418年）、称光天皇に奉仕する新内侍（宮内卿五辻朝仲の娘）の懐妊が明らかとなった際、宗宣はその相手を伏見宮貞成親王であると讒訴した。まもなくそれが冤罪であることが明らかとなり、謹慎の上、重科に問われることとなった。その処罰の一因として、称光天皇生母日野西資子との密通が明らかとなったこともあるという。
応永30年（1423年）、出家。法名は常祐。応永35年（1428年）2月29日、薨去。享年57。

## 系譜
- 父：中御門宗泰または中御門宗重
- 母：不詳
- 妻：不詳
  - 男子：松木宗継 - 権大納言（号：中御門亜相）